# Dubiaranea insulana
Espèce
Synonymes
- Dubiaranea insulanus Millidge, 1991

Dubiaranea insulana est une espèce d'araignées aranéomorphes de la famille des Linyphiidae.

## Distribution
Cette espèce est endémique de l'archipel Juan Fernández au Chili. Elle se rencontre sur l'île Robinson Crusoe.

## Description
Les mâles mesurent de 2,9 à 3,2 mm et les femelles de 3,1 à 3,9 mm.

## Publication originale
- Millidge, 1991 : Further linyphiid spiders (Araneae) from South America. Bulletin of the American Museum of Natural History, no 205, p. 1-199 (texte intégral).